# Vojany
Vojany – wieś (obec) na Słowacji położona w kraju koszyckim, w powiecie Michalovce. Pierwsze wzmianki o miejscowości pochodzą z roku 1323. 
Według danych z dnia 31 grudnia 2012, wieś zamieszkiwały 872 osoby, w tym 434 kobiety i 438 mężczyzn.
W 2001 roku rozkład populacji względem narodowości i przynależności etnicznej wyglądał następująco:
- Słowacy – 21,58%
- Czesi – 0,5%
- Romowie – 4,52%
- Ukraińcy – 0,25%
- Węgrzy – 70,26%

Ze względu na wyznawaną religię struktura mieszkańców kształtowała się w 2001 roku następująco:
- Katolicy rzymscy – 24,22%
- Grekokatolicy – 7,15%
- Ewangelicy – 0,25%[a]
- Prawosławni – 0,13%
- Husyci – 0,13%
- Ateiści – 2,63%
- Przedstawiciele innych wyznań – %
- Nie podano – 4,52%